# Hřebečníky
Hřebečníky (Duits: Roßhof of Roßhof in Böhmen) is een Tsjechische gemeente in de regio Midden-Bohemen en maakt deel uit van het district Rakovník, ongeveer 13 km ten zuiden van de stad Rakovník.
Hřebečníky telt 248 inwoners (2023).

## Geografie
De volgende plaatsen behoren eveneens tot de gemeente:
- Novosedly
- Šlovice
- Týřovice
- Újezdec

De gemeente Hřebečníky behoort tot de kerkelijke gemeente van de parochie Petrovice, met uitzondering van Týřovice, wat behoort tot de parochie van Zbečno.

## Geschiedenis
De naam behoort tot een groep plaatsnamen die is ontstaan door de verzorging van de dieren voor de adel.
Hřebečníky werd voor het eerst vermeld in 1399 toen het werd bestuurd door Sulko de Hrzyebecznyk, de burggraaf van Krakau. Het dorp was per koninklijk discreet verplicht paarden te fokken voor kasteel Křivoklát. Het bestaan van een manege in Hřebečníky wordt bevestigd door het verzoek van Sulko om een bijdrage voor het onderhoud en instandhouding ervan, dat in 1409 werd opgetekend. Tussen 1415 n 1419 was dezelfde Sulko de burggraaf van het kasteel van Krakovec, en leefde nog tot minstens 1427. In 1615 was het dorp in handen van Kryštof Koc van Dobrše en Hřebečnice.
Sinds 2003 is Hřebečníky een zelfstandige gemeente binnen het district Rakovník.

## Verkeer en vervoer

### Spoorlijnen
Er is geen spoorlijn of station in (de buurt van) het dorp.

### Buslijnen
Buslijn 576 Rakovník - Slabce - Skryje van Transdev Střední Čechy halteert in het dorp.
Op werkdagen rijden er 13 ritten in beide richtingen; in het weekend 7.

## Bezienswaardigheden

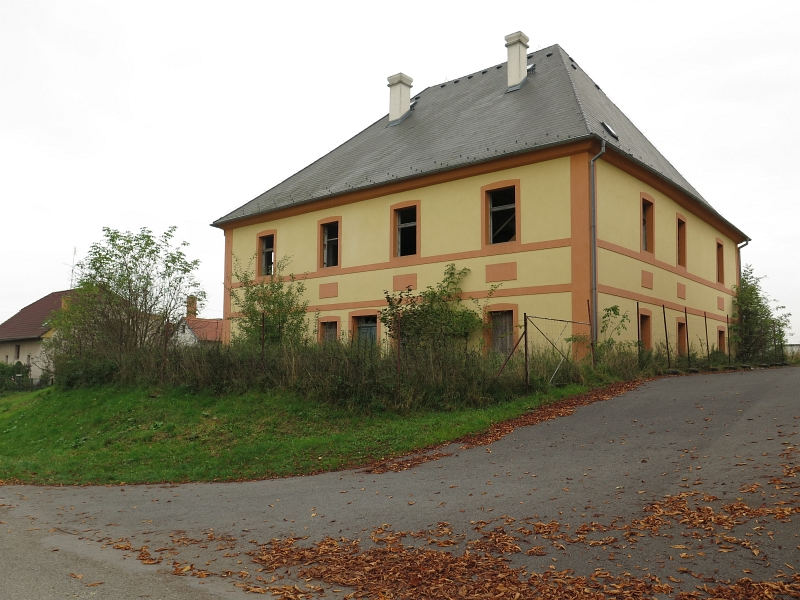
Kasteel Hřebečníky

- 18-eeuws barokken standbeeld van de heilige Johannes van Nepomuk in het zuidelijk deel van het dorp
- Kasteel Hřebečníky, een eenvoudig barokken gebouw uit de eerste helft van de 18e eeuw
- Groot herenhof met monumentale barokken graanschuur uit de eerste helft van de 18e eeuw; thans in slechte staat
- Vakwerkhuis nr. 3 met zeldzame vakwerkschuur
- Het jachthuis

## Galerij

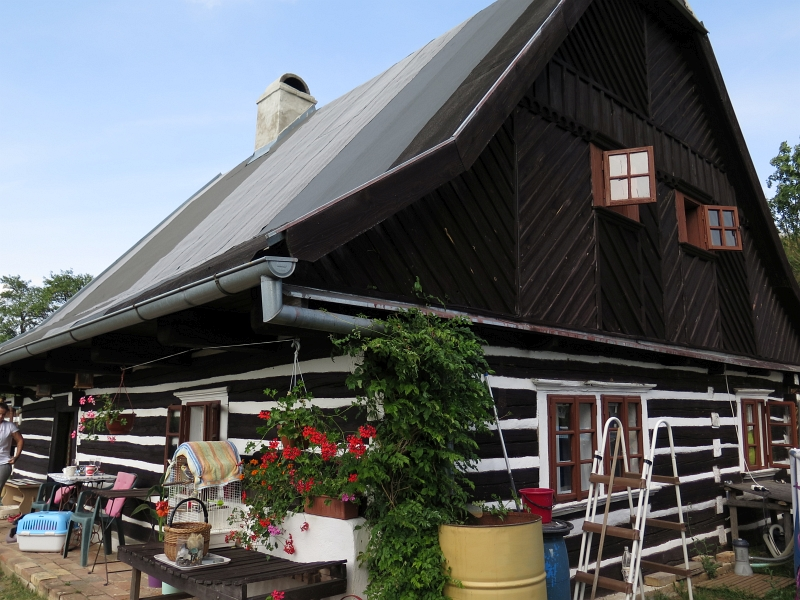
Huis in Hřebečníky
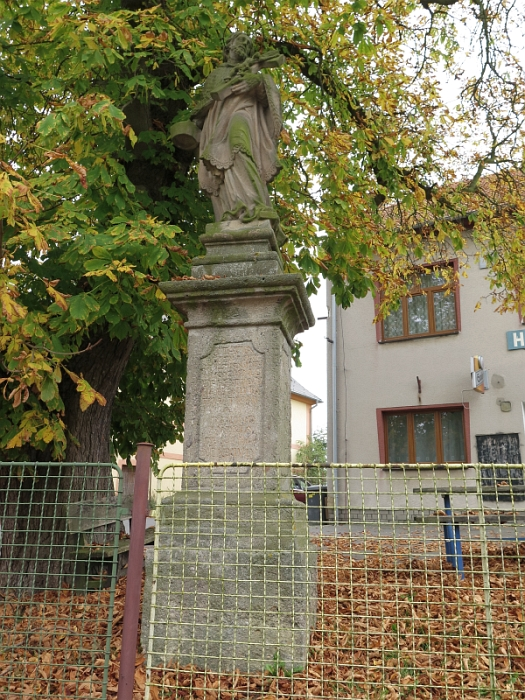
Standbeeld van Johannes van Nepomuk
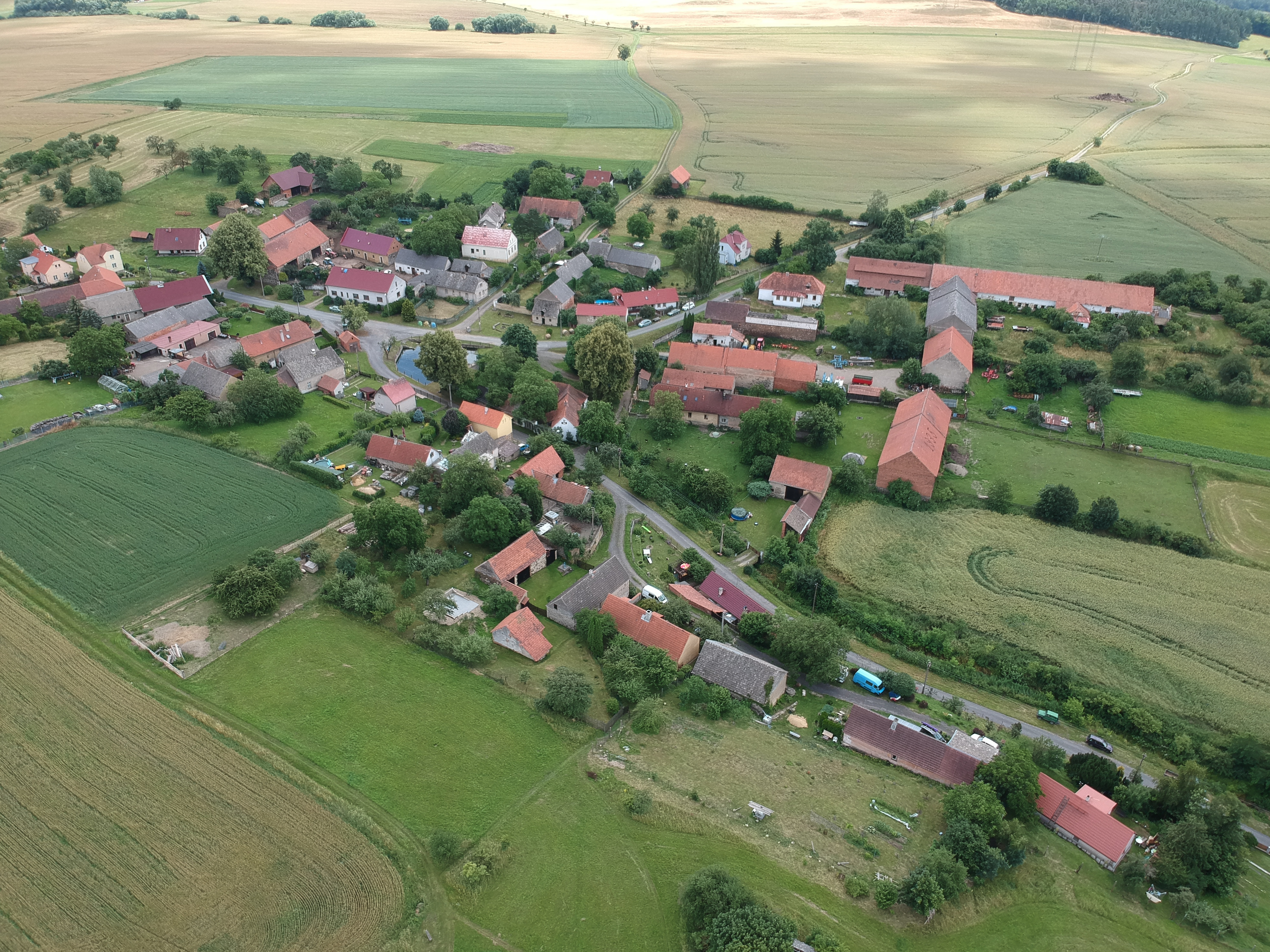
Luchtfoto van Újezdec
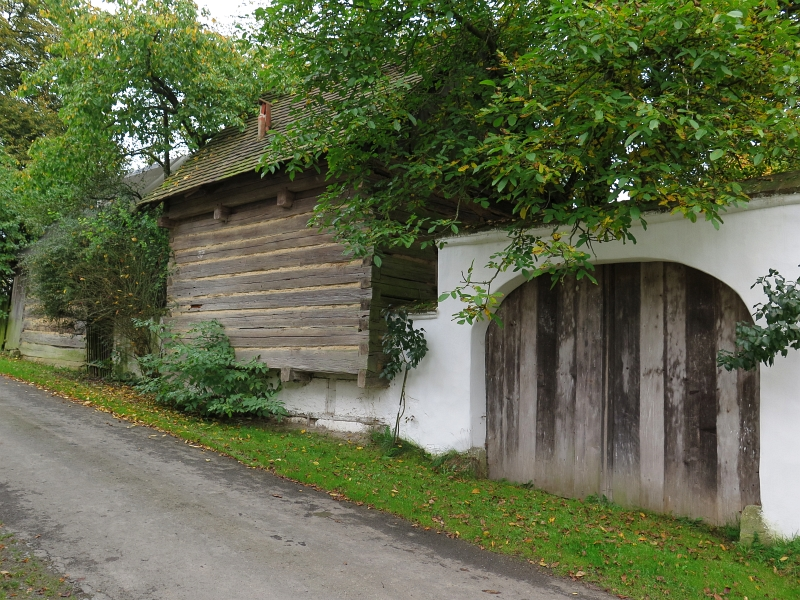
Boerderij langs heuvel in Újezdec
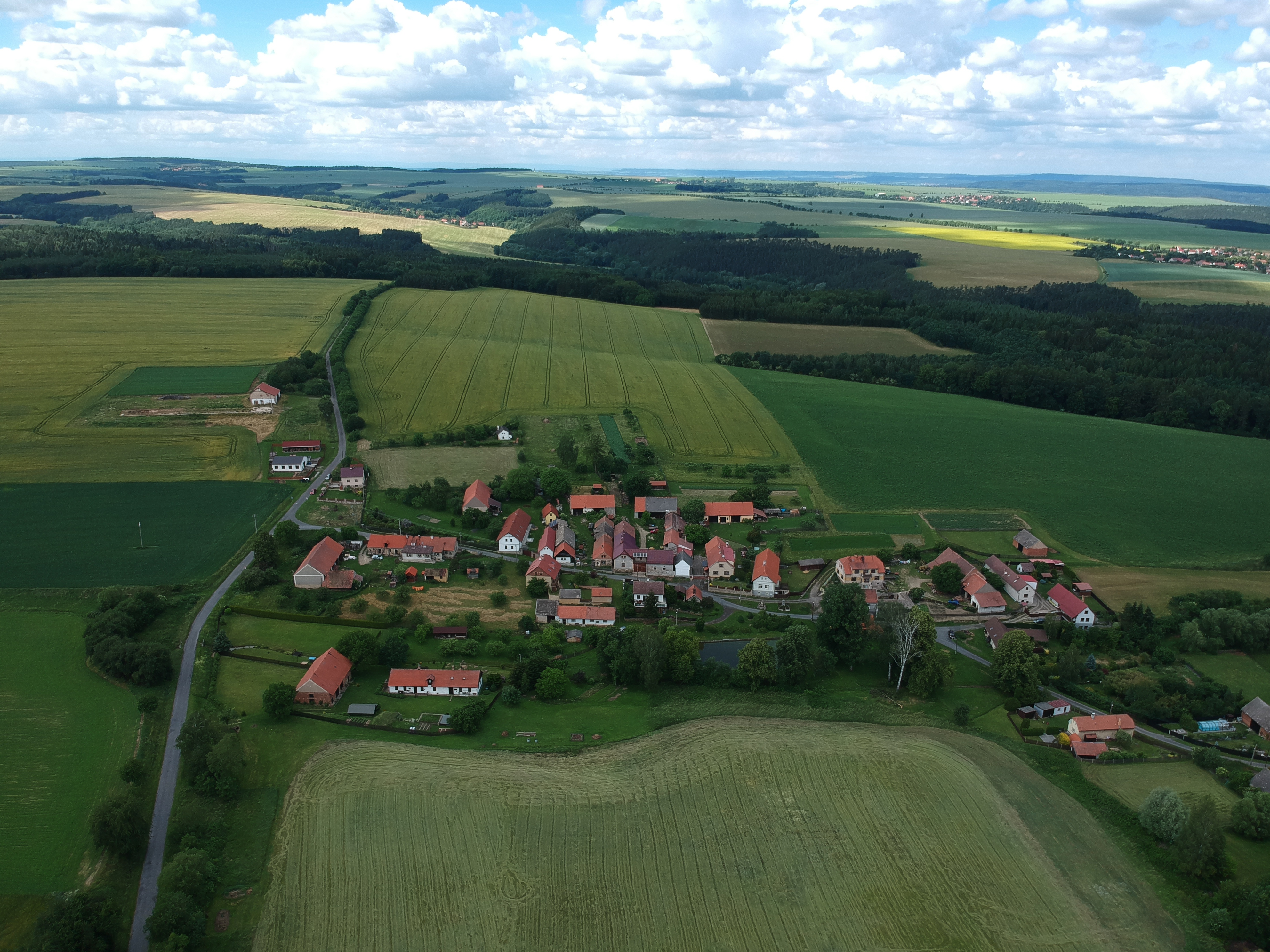
Luchtfoto van Novosedly
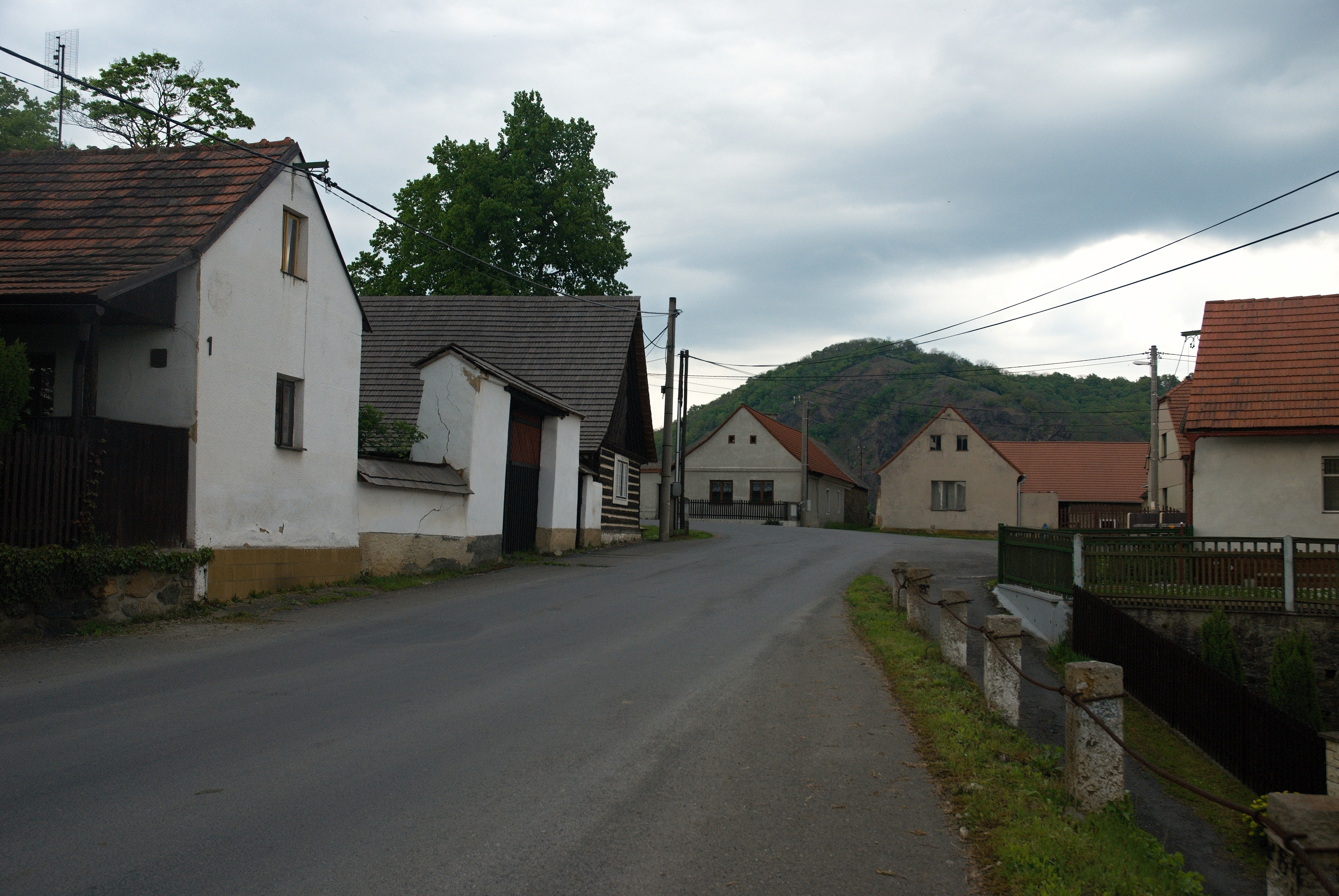
Straat in Týřovice
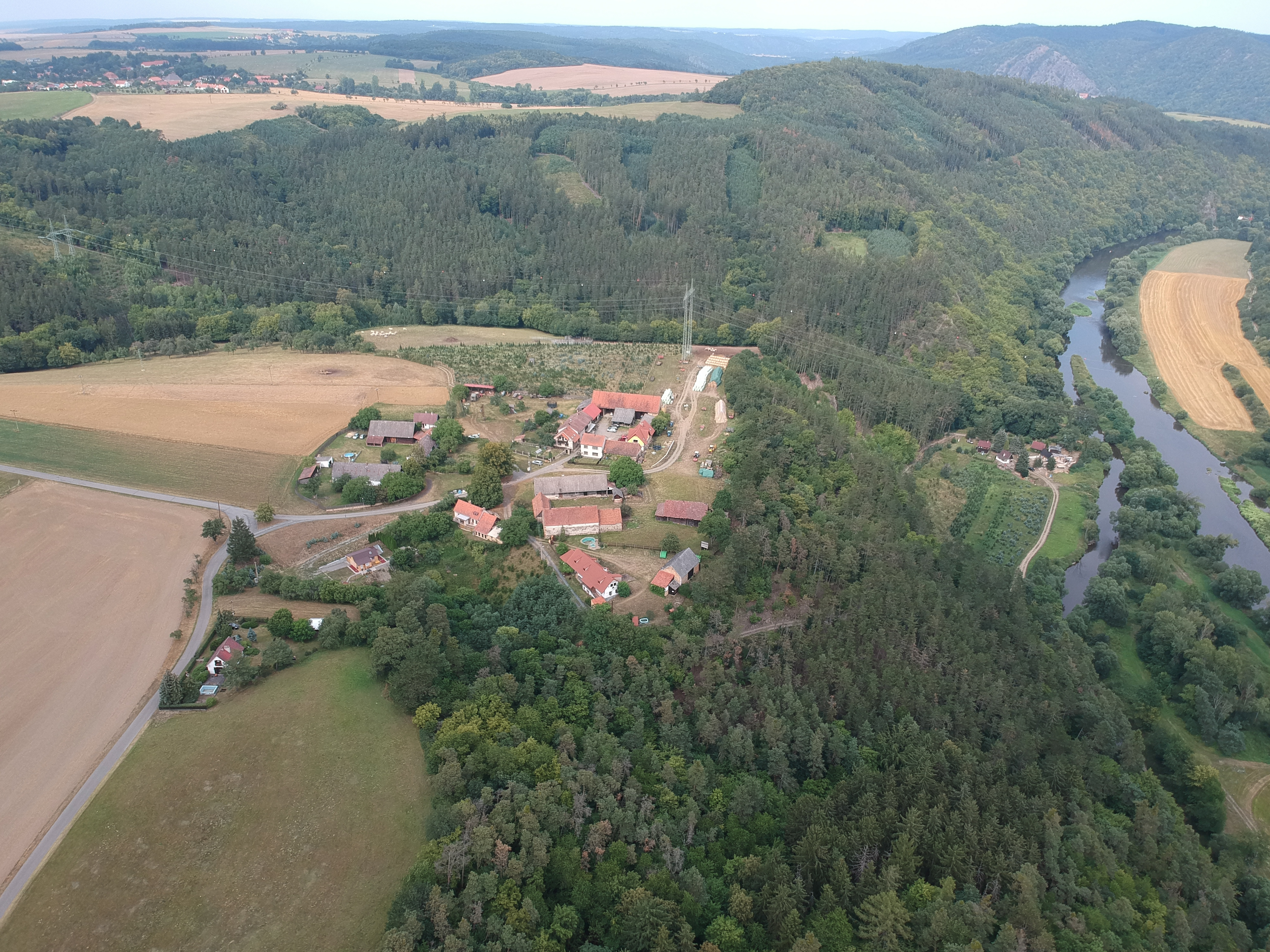
Luchtfoto van Šlovice
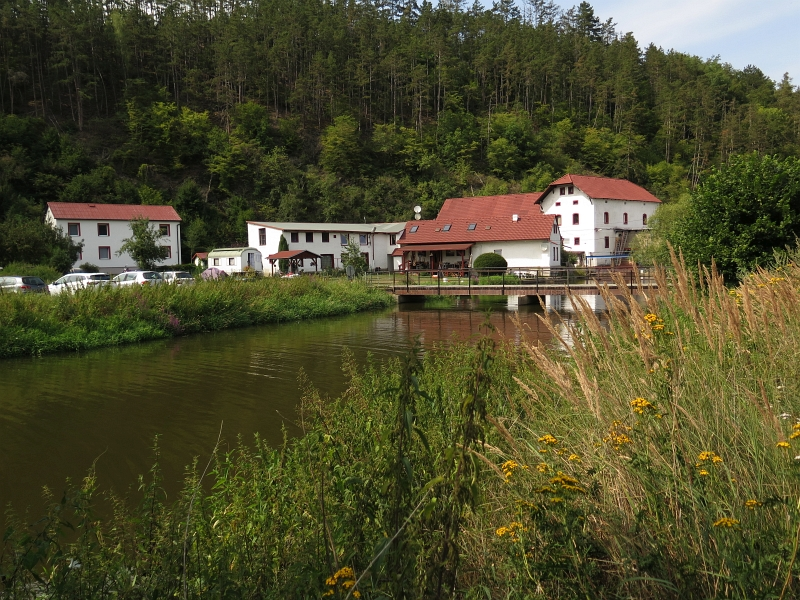
Watermolen en waterkrachtcentrale langs de Berounkarivier in Šlovice

## Geboren in Hřebečníky
- Alexandr Brandejs (1848-1901) - landeigenaar, zakenman en belangrijk partner van vooraanstaande Tsjechische kunstenaars
- Prof. Dr. Václav Korf (1907-1985) - bosbouwkundig ingenieur en universitair docent